# Vela
Vela är en by i södra delen av Tillinge socken i västra delen av Enköpings kommun, Uppland. 
Byn består av enfamiljshus samt bondgårdar och är belägen vid länsväg C 503. Den ligger cirka 3 kilometer söder om Hummelsta.
Ortens postnummer är 74594 ENKÖPING